# دافيد فان ليل
دافيد فان ليل (بالإنجليزية: Dawid van Lill)‏ هو كاتب وصحفي ناميبي، ولد في 15 فبراير 1957 في أومارورو ‏ في ناميبيا.